# Dhaalu-atol
Het Dhaalu-atol (Nilandhé Atoll Dhekunuburi) is een bestuurlijke divisie van de Maldiven.
De hoofdstad van het Dhaalu-atol is Kudahuvadhoo.

## Geografische indeling

### Atollen
Het zuidelijke deel van Nilandhé-atol maakt ook deel uit van de bestuurlijke divisie.

### Eilanden
De volgende bewoonde eilanden maken deel uit van het Dhaalu-atol:
1. Bandidhoo
2. Gemendhoo
3. Hulhudheli
4. Kudahuvadhoo
5. Maaenboodhoo
6. Meedhoo
7. Rinbudhoo
8. Vaanee

De volgende onbewoonde eilanden maken deel uit van het Dhaalu-atol:
1. Aluvifushi
2. Bodufushi
3. Bulhalafushi
4. Dhebaidhoo
5. Dhoores
6. Enboodhoofushi
7. Faandhoo
8. Gaadhiffushi
9. Hiriyanfushi
10. Hudhufusheefinolhu
11. Hulhuvehi
12. Issari
13. Kandinma
14. Kanneiyfaru
15. Kedhigandu
16. Kiraidhoo
17. Lhohi
18. Maadheli
19. Maafushi
20. Maagau
21. Maléfaru
22. Meedhuffushi
23. Minimasgali
24. Naibukaloabodufushi
25. Olhuveli
26. Thilabolhufushi
27. Thinhuraa
28. Uddhoo
29. Valla
30. Vallalhohi
31. Velavaroo
32. Vonmuli

Haa Alif-atol · Haa Dhaalu-atol · Shaviyani-atol · Noonu-atol · Raa-atol · Baa-atol · Lhaviyani-atol · Kaafu-atol · Alif Alif-atol · Alif Dhaal-atol · Vaavu-atol · Meemu-atol · Faafu-atol · Dhaalu-atol · Thaa-atol · Laamu-atol · Gaafu Alif-atol · Gaafu Dhaalu-atol · Gnaviyani-atol · Seenu-atol · Malé